# 옥진서
옥진서(玉眞瑞, ?~?)는 한림학사이자, 의령 옥씨의 시조이다.

## 생애
당나라에서 고구려로 파견된 팔재사(八才士) 중 한 명으로 고구려에 정착했다가 고구려가 멸망하자 신라로 망명해 국학교수(國學敎授)를 역임했고 그 공으로 의춘군(宜春君)에 봉해졌다.

## 참고 자료
- “옥씨(玉氏) 본관(本貫) 의령(宜寧)입니다.”. 《한국족보출판사》. 2022년 9월 17일에 원본 문서에서 보존된 문서.
- 金光林 (2014). “A Comparison of the Korean and Japanese Approaches to Foreign Family Names” (PDF). 《Journal of cultural interaction in East Asia》 (영어) (東アジア文化交渉学会). 18면. 2016년 3월 27일에 원본 문서 (PDF)에서 보존된 문서.